# Ардіт Ґ'єбреа
Ардіт Ґ'єбреа (алб. Ardit Gjebrea; нар. 7 липня 1963, Тирана) — албанський співак, автор пісень, продюсер та ведучий.

## Співак і композитор
Народився в Тирані, Албанія, почав співати у 5-річному віці. Він співав на дитячих фестивалях, та відомий піснями «I ëmbël zëri i gjyshës», «Kur kendoj per ty moj nënë» та «Balladë për pionierin dëshmor».
17 грудня 1991 року стався прорив у його кар'єрі: з піснею «Jon» він виграв конкурс «Festivali i Këngës», який транслював телеканал RTSH. 1995 року він удруге виграв той конкурс.